# Impaled Northern Moonforest
Impaled Northern Moonforest to amerykański akustyczny zespół parodiujący black metal założony przez członków Anal Cunt: Setha Putnama i Josha Martina w 1997 roku.

## Historia zespołu
Zespół został założony z nudów pewnego wczesnego poranka (o trzeciej w nocy) 1997 roku. Putnam i Martin postanowili dla żartu zacząć grać black metal. Aby nie zbudzić śpiących ludzi, użyli gitary akustycznej (zamiast gitary elektrycznej), natomiast zamiast używać perkusji Seth uderzał dłońmi w kolana i materac.
Jakiś czas później na Rhode Island postanowiono zorganizować 3-dniowy festiwal muzyki rockowej, jednak duża część zespołów wycofała się z udziału przed występem. Organizator zapytał Putnama, czy zna jakieś ciekawe zespoły, które mogłyby wystąpić. Putnam, jego brat oraz Martin postanowili wystąpić na festiwalu jako Impaled Northern Moonforest. Brat Putnama grał na keyboardzie i był kierowcą. Był to jego jedyny występ z INM.
Zespół kontynuował występy w 1997 roku, wydając również demo album. Został on później wydany jako część ich debiutanckiego albumu, Impaled Northern Moonforest, na płycie winylowej.

## Dyskografia
- 1997 Impaled Northern Moonforest - wydane na płycie winylowej przez wytwórnie płytową Menace to Sobriety Records. Lista utworów poniżej.
- Return of the Necrowizard - data premiery nieznana, na razie został wydany singel pt. "Return of the Necrowizard".

### Tytuły utworów
Jednym z charakterystycznych elementów twórczości Impaled Northern Moonforest są bardzo długie i zabawne tytuły utworów, nawiązujących do black metalu. Dla przykładu zdanie "Grim and Frostbitten" pochodzi od tytułu utworu "Grim and Frostbitten Kingdoms" z albumu Battles in the North zespołu Immortal.

#### Strona 1
1. "Grim and Frostbitten Moongoats of the North"
2. "Forlorned Invocations of Blasphemous Congregations of Lusting Goat Sodomizing Sathanis"
3. "Gazing at the Blasphemous Moon While Perched Atop a Very Very Very Very Very Very Very Forsaken Crest of the Northern Mountain"
4. "Bloodlustfully Praising Satan's Unholy Almightiness in the Woods at Midnight"
5. "Nocturnal Cauldrons Aflame Amidst the Northern Hellwitch's Perpetual Blasphemy"
6. "Transfixing the Forbidden Blasphemous Incantation of the Conjuring Wintergoat"

#### Strona 2
1. "Masturbating on the Unholy Inverted Tracks of the Grim & Frostbitten Necrobobsledders"
2. "Awaiting the Blasphemous Abomination of the Necroyeti While Sailing on the Northernmost Fjord of Xzfgiiizmtsath"
3. "Lustfully Worshipping the Inverted Moongoat While Skiing Down the Inverted Necromountain of Necrodeathmortum"
4. "Awaiting the Frozen Blasphemy of the Necroyeti's Lusting Necrobation Upon the Altar of Voxrfszzzisnzf"
5. "Summoning the Unholy Frozen Winterdemons to the Grimmest and Most Frostbitten Inverted Forest of Abazagorath"
6. "Entranced by the Northern Impaled Necrowizard's Blasphemous Incantation Amidst the Agonizing Abomination of the Lusting Necrocorpse"
7. "Grim and Frostbitten Gay Bar"

## Stowarzyszenie akustycznego black metalu
W kwietniu 2003 roku powstała oficjalna strona zespołu. W październiku tego samego roku zostało uruchomione forum internetowe. Fani zespołu postanowili stworzyć stowarzyszenie akustycznego black metalu. Powstała nawet wytwórnia płytowa Grim Records, która wydaje ich albumy (najczęściej EP-ki). Twórcy akustycznego black metalu są w większości nastolatkami, a swoje teksty opierają na tematyce takiej jak Norwegia, śnieg, mróz, Szatan, Adolf Hitler, itp. Przykładami zespołów grających akustyczny black metal są Nocturnal Blasphemy, Acoustic Mayhem, Glacier of Hellfjord, ÖRGH, Necro Satanic Kvlt Lord, Inverted Blasphemous Moongoats of Norway, Inverted Necrogoat, Goat Reich, The Blasphemous Arctic Fjord of Frost, Saftyricon, Nocturnal Frost Fjord, Ronald McFrostbitten, Sjeverna Mistika, Fjord of Fury, Aaron Burrr, Upside Down Church, oraz Toriel de Rais.